# Ricardo Moniz
Ricardo Moniz (* 17. Juni 1964 in Rotterdam, Niederlande) ist ein niederländischer Fußballtrainer. Moniz gilt als Anhänger der Ideen des niederländischen Fußballtrainers Wiel Coerver. Folglich war er lange Jahre in der technischen Ausbildung als Trainer tätig.

## Leben
Moniz spielte für RKC Waalwijk und HFC Haarlem in der Eredivisie sowie für den FC Eindhoven und Helmond Sport in der Eerste Divisie. Zudem war er einige Zeit beim belgischen Zweitligisten FC Eeklo aktiv.

### Karriere als Trainer
Zwischen 2005 und 2008 war Moniz als Techniktrainer für Tottenham Hotspur tätig. Anschließend wurde er von dem damaligen Cheftrainer des Hamburger SV, Martin Jol, als Techniktrainer verpflichtet.
Nachdem Jol und dessen Nachfolger Bruno Labbadia als Trainer entlassen worden waren, übernahm Moniz von 26. April bis 30. Juni 2010 interimsweise den Posten des Cheftrainers des Hamburger Sportvereins. Mit dem HSV stand Moniz im Halbfinale der UEFA Europa League, schied aber gegen den FC Fulham mit einer 1:2-Niederlage aus.
Zur Saison 2010/11 wechselte Moniz als Nachwuchskoordinator zu Red Bull. Dort war er bis zum 8. April 2011 für die Jugendabteilungen der von Red Bull geführten und gesponserten Vereine FC Red Bull Salzburg (Österreich), RB Leipzig (Deutschland), New York Red Bulls (USA), Red Bull Brasil (Brasilien) und Red Bull Ghana (Ghana) tätig.
Am 8. April 2011 wurde er nach der Trennung von Huub Stevens zum Chef-Trainer der ersten Mannschaft von FC Red Bull Salzburg ernannt. Ebenso wurde er bis Saisonende 2010/11 mit den Aufgaben des Sportdirektors betraut. Anfang Mai 2011 wurde er zusammen mit Niko Kovač als Co-Trainer für zumindest weitere zwei Jahre als Trainer bestätigt. In Moniz’ erster kompletten Saison als Chef-Trainer gewann Red Bull Salzburg zum ersten Mal das Double bestehend aus Meisterschaft und Pokal.
Am 12. Juni 2012 trat Moniz mit sofortiger Wirkung zurück, wobei er angeblich im Raum stehende Angebote anderer Vereine dementierte. Seinen bis 2013 laufenden Vertrag beim FC Red Bull Salzburg löste er auf. Als Grund nannte er in einem späteren Zeitungsinterview mangelnde Rückendeckung von Seiten des Managements und unüberbrückbare Differenzen mit dem Leiter des Trainingszentrums des Vereins, Bernd Pansold.
Am 22. August 2012 wurde er Trainer des ungarischen Rekordmeisters Ferencváros Budapest. Im Dezember 2013 wurde er wegen Erfolglosigkeit von Ferencváros entlassen. Ende März 2014 unterschrieb er einen bis zum Saisonende laufenden Vertrag beim polnischen Erstligisten Lechia Gdańsk.
In der Sommerpause 2014 unterschrieb Moniz einen ab dem 20. Juni 2014 laufenden Zweijahresvertrag als Trainer des TSV 1860 München. Nach einem schwachen Saisonstart wurde Moniz nach einer 0:1-Niederlage gegen den SV Sandhausen von seinen Aufgaben entbunden. Zu diesem Zeitpunkt rangierte die Mannschaft von 1860 München mit sechs Punkten aus sieben Spielen auf Rang 13 der Tabelle.
Von April bis Dezember 2015 trainierte Moniz den englischen Fußballclub Notts County, der in der Saison 2014/15 in der
dritten Liga spielte. Am Saisonende stieg er mit der Mannschaft in die viertklassige League Two ab. Im Dezember 2015 wurde Moniz entlassen.
Zur Saison 2016/17 wurde Moniz Trainer seines ehemaligen Vereins FC Eindhoven. Am 19. Mai 2017 trat er zurück.
Am 8. Oktober 2017 übernahm Moniz den Trainerposten des dänischen Erstligisten Randers FC, wo er bis Januar 2018 blieb. Von Juli bis Oktober 2018 trainierte Moniz den slowakischen Klub FK AS Trenčín. Im April 2019 kehrte Moniz wieder in die Niederlande zurück, wo er bis Januar 2020 für Excelsior Rotterdam tätig war.
Zur Saison 2021/22 kehrte Moniz zum HSV zurück und wurde Individualtrainer im Nachwuchsleistungszentrum.
Im Juni 2022 löste Moniz seinen Vertrag beim HSV auf, da die Zusammenarbeit mit Cheftrainer Tim Walter nicht funktionierte, worauf Moniz einen Dreijahresvertrag als Cheftrainer des ungarischen Vereins Zalaegerszegi TE FC unterschrieb.
Im April 2023 wurde Moniz bei Zalaegerszegi TE FC entlassen.
Am 5. Juni gab der kroatische Verein NK Slaven Belupo Koprivnica die Verpflichtung von Ricardo Moniz als neuen Trainer bekannt. Er blieb jedoch nicht lange. Am 4. September 2023 trennte sich der Verein wieder von Moniz. Nach sieben Runden verzeichnete er einen Sieg, drei Unentschieden und drei Niederlagen bei einer Tordifferenz von 10:18.
Am 19. Oktober wurde Ricardo Moniz vom Schweizer Verein FC Zürich als Leiter Spielerentwicklung vorgestellt. Eine Stelle, die es davor noch nicht gab. Im April 2024 übernahm er als Nachfolger des nach dem Abgang von Bo Henriksen zum 1. FSV Mainz 05 übergangsweise installierten Murat Ural ebenfalls als Interimstrainer die Profimannschaft des FC Zürich. Nach der erfolgreichen Qualifikation für die UEFA Conference League unterzeichnete er einen Zweijahresvertrag als Cheftrainer. Im August 2024 war Moniz im Mittelpunkt eines Skandals. Als Moniz einen 19-jährigen Spieler nach einer Einwechslung nach 19 Minuten wieder vom Platz nahm, nach Angaben des Vereins, weil der Spieler auf taktische Anweisungen mit Fluchwörtern reagiert habe, wurde Moniz vom Vater des entsprechenden Spielers mit einem Schirm beworfen. Im Mai 2025 wurde Moniz in Zürich entlassen. Bereits im Juni 2025 übernahm Moniz erneut das Traineramt beim FK AS Trenčín in der Slowakei, einem Verein der 1. liga, den er bereits von Juli bis Oktober 2018 betreut hatte.

## Erfolge als Trainer
- 2012 österreichischer Fußballmeister mit Red Bull Salzburg
- 2012 ÖFB-Cupsieger mit Red Bull Salzburg